# Kraljevske zračne snage
Royal Air Force (kratica RAF) ili Kraljevske zračne snage je naziv za britansko ratno zrakoplovstvo utemeljeno 1. travnja 1918. godine. Velika Britanija je ujedinjenjem svih ratnih zrakoplova u jednu posebnu granu vojske prva osnovala ratno zrakoplovstvo, tj. Kraljevske zračne snage (engl. Royal Air Force).

## Drugi svjetski rat
Prvo djelovanje RAF-a u Drugom svjetskom ratu dogodilo se na području Ujedinjenog Kraljevstva u obrani od njemačkog Luftwaffea. Treći Reich se poslije Francuske okomio na Veliku Britaniju i time je želio uništiti svu prijetnju nacizmu sa zapada. Ideja mu je bila da zrakoplovstvom uništi svu britansku mornaricu i kopnenu vojsku, što bi olakšalo iskrcavanje njemačkim postrojbama u Veliku Britaniju. 

## Vanjske poveznice
- Službena stranica RAF-a